# 大叶仙茅
大叶仙茅（学名：Curculigo capitulata），又名船仔草、野棕、假槟榔树，为石蒜科仙茅属的植物。分布于缅甸、孟加拉、马来西亚、越南、印度、台湾、尼泊尔、斯里兰卡、老挝以及中国大陆的贵州、四川、广西、福建、云南、广东、西藏等地，生长于海拔850米至2,200米的地区，多生长于林下或阴湿处，目前尚未由人工引种栽培。

## 外部連結
- 大葉仙茅, Dayexianmao （页面存档备份，存于） 藥用植物圖像數據庫 (香港浸會大學中醫藥學院) （繁體中文）（英文）